# Воронін В'ячеслав Миколайович
В'ячеслав Миколайович Воронін (рос. Вячеслав Николаевич Воронин; нар. 5 квітня 1974) — російський легкоатлет, який спеціалізувався на стрибках у висоту.

## Спортивні досягнення
Учасник трьох олімпійських змагань зі стрибків у висоту: на двох Іграх (2000, 2004) був 10-м та 9-м відповідно, а на третіх (2008) — не подолав кваліфікаційний раунд.
Чемпіон світу зі стрибків у висоту (1999). Срібний призер чемпіонату світу в цій дисципліні (2001). Фінішував 8-м у цій дисципліні на чемпіонаті світу в Гельсінкі (2005).
Срібний призер чемпіонату світу в приміщенні зі стрибків у висоту (1999).
Чемпіон Європи в приміщенні (2000) та срібний призер чемпіонату Європи в приміщенні (1998) зі стрибків у висоту.
Був 2-м на Кубку Європи зі стрибків у висоту (1999).
Срібний призер чемпіонату Європи серед юніорів зі стрибків у висоту (1993).
Чемпіон Росії зі стрибків у висоту (1999, 2005). Чемпіон Росії в приміщенні зі стрибків у висоту (1998, 2001).

## Визнання
- Заслужений майстер спорту Росії